# Nový Přerov
Nový Přerov är en ort i Tjeckien.   Den ligger i regionen Södra Mähren, i den sydöstra delen av landet, 210 km sydost om huvudstaden Prag. Nový Přerov ligger 179 meter över havet och antalet invånare är 319.
Terrängen runt Nový Přerov är platt.Runt Nový Přerov är det ganska tätbefolkat, med 56 invånare per kvadratkilometer. Närmaste större samhälle är Mikulov, 10,5 km öster om Nový Přerov. Trakten runt Nový Přerov består till största delen av jordbruksmark.